# Live like Horses
Live like Horses è  un singolo di Elton John e Luciano Pavarotti pubblicato nel 1996 da Rocket Records in formato CD single.

## Il disco
Live like Horses è composta da Elton John su testi di Bernie Taupin. Il brano fa parte delle outtakes dell'album Made in England del 1995.
Della canzone esistono due versioni. La prima è un duetto fra Elton John e Luciano Pavarotti nel corso dello spettacolo di beneficenza Pavarotti & Friends (1996); essa uscì come singolo nello stesso anno, conseguendo la #9 nel Regno Unito.
La seconda è invece cantata dal solo Elton e si trova nell'album del 1997 The Big Picture (costituisce la seconda traccia del CD). Il testo di Bernie (alla lettera il titolo vuol dire Vivere Come Cavalli) è stato scritto dal paroliere in memoria di suo padre, e presenta numerose metafore. La melodia, lenta e magniloquente, è pesantemente influenzata dalla produzione di Chris Thomas, votata all'uso dell'elettronica. Alle chitarre, sono presenti sia Davey Johnstone che John Jorgenson; Bob Birch suona il basso, mentre Charlie Morgan si cimenta alla batteria. Alle tastiere troviamo Guy Babylon, mentre i cori sono opera dell'Angel Voices Choir.